# 闫妮
闫妮（1971年3月10日—），原名闫凯艳，中国大陆女演員，2006年凭电视剧《武林外传》成名，代表作包括《北风那个吹》《一仆二主》《少年派》等，曾先后获得飞天奖、金鹰奖、白玉兰奖的女演员奖项。

## 生平

### 早期生活和教育
闫妮是一個工人家庭的小女儿。童年在西安的人民西村度过的，1986年她第一次有机会与艺术扯上了关系：家从城西搬到了城南西安电影制片厂附近。闫妮就读的西安第45中学有很多学生都是西安电影制片厂的子弟。當時她读高二，北京电影学院来西安设点招生，闫妮也报了名。此时闫妮几乎没有表演基础，普通话都不太会说，甚至没有一件像样的衣服。在好友的帮助下，闫妮顺利通过了三试，但最终她被刷了下来。
1988年，闫妮考入陕西财经学院工业经济系企业管理专业。两年后毕业前夕，兰州军区战斗话剧团来西安招生，这次闫妮考上了。1990年9月，闫妮入伍成为一名文艺兵。同年11月，被部队送到解放军艺术学院表演系学习。1993年6月，军艺“兰州班”的同学全部又回到兰州，在团里一位老师导演的一部电视剧中，大家集体扮演了群众角色。在“兰战”的两年时间里闫妮没有没拍过一部戏，话剧也演得少。
1993年11月，闫妮经人介绍，到上海和吉雪萍（现东方卫视主持人）一起给日本NHK电视台录制了一档中日文的旅游电视片。1994年4月，回来后的“兰州班”同学排演了话剧《第12夜》，闫妮扮演主角玛利亚。

### 演艺生涯
1994年底，闫妮提干调入空军政治部话剧团，也就是后来的空军电视艺术中心，参演的第一个话剧是《湘江·湘江》，但戏份极少，之后参加的一些话剧大多也都是跑龙套。1999年在电影《公鸡打鸣，母鸡下蛋》中闫妮主演女村长，这是她第一次出演女一号，导演尚敬从中看到了闫妮的喜剧才华，请她客串了《炊事班的故事》。2003年，尚敬执导电视剧《健康快车》，闫妮在其中出演了两个角色。
2005年，出演情景喜剧《武林外传》，凭剧中风情万种的女掌柜“佟湘玉”一角迅速被观众认识和喜爱。2009年，出演《北风那个吹》“牛鲜花”一角，获中国电视剧飞天奖和金鹰奖“视后”。

### 个人生活
闫妮和她的丈夫有一位女儿。闫妮本人对媒体很少谈及私人生活，只表示她的丈夫不从事演艺事业。2011年4月11日，闫妮的经纪人发表公开声明，承认闫妮于2004年和前夫离婚。

## 影视作品

### 电视剧
| 首播年份 | 剧名                      | 角色          | 备注                   |
| 1993年   | 《真情》                  |               |                        |
| 1997年   | 《三个姑娘一个兵》        |               |                        |
| 2000年   | 《闲人马大姐》            | 牛海棠        |                        |
| 2001年   | 《朱德元帅》              | 康克清        |                        |
| 2001年   | 《警察李酒瓶》            | 小佩          |                        |
| 2001年   | 《大树底下好乘凉》        |               |                        |
| 2001年   | 《永不回头》              | 郭彦          |                        |
| 2002年   | 《彭真》                  | 傅彦          |                        |
| 2002年   | 《火帅》                  | 庄主夫人      |                        |
| 2002年   | 《海洋馆的约会》          | 辛琪          |                        |
| 2002年   | 《蛐蛐四爷》              |               |                        |
| 2003年   | 《寻人档案》              | 冯会英        |                        |
| 2003年   | 《行棋无悔》              | 程丽          |                        |
| 2004年   | 《健康快车》              | 严文秀        |                        |
| 2004年   | 《神探谷梁》              | 郑秋菊        |                        |
| 2004年   | 《历史的天空》            | 川岛夫人      |                        |
| 2004年   | 《炊事班的故事II》        | 闫护士长      |                        |
| 2005年   | 《我心飞翔》              | 张雨晨        |                        |
| 2005年   | 《长平之战》              | 赵括母(贾氏)  | 又名：西风烈、铁血长平 |
| 2005年   | 《使命》                  | 警察之女      | 客串                   |
| 2006年   | 《武林外传》              | 佟湘玉        |                        |
| 2006年   | 《长大不容易》            | 舒蔚然        |                        |
| 2007年   | 《大明王朝1566》          | 李妃          |                        |
| 2007年   | 《房前屋后》              | 唐玉秀        |                        |
| 2007年   | 《炊事班的故事III》       | 闫护士长      |                        |
| 2008年   | 《都市六人行》            | 佟向阳        | 客串第15、16集         |
| 2008年   | 《城的灯》                | 刘汉香        | 又名：下辈子做你的女人 |
| 2009年   | 《派出所的故事》          | 闫雨          |                        |
| 2009年   | 《卫生队的故事》          | 闫护士长      |                        |
| 2009年   | 《无敌三脚猫》            | 赵小晨        | 客串                   |
| 2009年   | 《北风那个吹》            | 牛鲜花        |                        |
| 2009年   | 《回家》                  | 周燕          |                        |
| 2009年   | 《国家行动-三峡移民纪实》 | 向云秀        |                        |
| 2009年   | 《三七撞上二十一》        | 邓佑真        |                        |
| 2009年   | 《铁齿铜牙纪晓岚4》       | 葛松儿        |                        |
| 2010年   | 《奠基者》                | 刘素阁        |                        |
| 2010年   | 《乐活家庭》              | 闫丹妮        |                        |
| 2010年   | 《张小五的春天》          | 张小五        |                        |
| 2010年   | 《永不回头》              | 何丽萍        |                        |
| 2011年   | 《大学生士兵的故事》      | 陈医生        |                        |
| 2012年   | 《女子军魂》              | 凌凤侠        |                        |
| 2013年   | 《亲爱的》                | 李宝莉        |                        |
| 2014年   | 《一仆二主》              | 唐紅          |                        |
| 2014年   | 《生活启示录》            | 小強          |                        |
| 2014年   | 《婚姻料理》              | 马阿琴        | 又名:煮妇也疯狂        |
| 2015年   | 《王大花的革命生涯》      | 王大花        |                        |
| 2015年   | 《前夫求爱记》            | 鲍小蕾        |                        |
| 2015年   | 《青春集结号》            | 闫教員        | 客串                   |
| 2016年   | 《饮食男女》              | 刘芸          | 客串, 第5-6集          |
| 2016年   | 《爱的追踪》              | 文皓          |                        |
| 2016年   | 《太太万岁》              | 叶舒心        |                        |
| 2017年   | 《复合大师》              | 顾小意        | 客串                   |
| 2017年   | 《绝密543》               | 赵盈秋        |                        |
| 2019年   | 《小幸福》                | 王副所長      | 客串                   |
| 2019年   | 《少年派》                | 王胜男        |                        |
| 2019年   | 《飞行少年》              | 于母            | 客串                   |
| 2020年   | 《装台》                  | 蔡素芬        |                        |
| 2021年   | 《山海情》                | 杨县长        |                        |
| 2021年   | 《亲爱的爸妈》            | 柳碧云        |                        |
| 2021年   | 《突围》                  | 石紅杏        |                        |
| 2022年   | 《少年派2》               | 王胜男        |                        |
| 2022年   | 《我们这十年》            | 谭静          | 單元《坚持》           |
| 2023年   | 《外婆的新世界》          | 孙玉萍/孙玉兰 |                        |
| 2024年   | 《欢乐英雄之少侠外传》    | 馬老板        | 2018年拍攝             |
| 2024年   | 《小巷人家》              | 黄玲          |                        |
| 2025年   | 《真心英雄》              | 斯菁          | 單元《公诉人》         |
| 待播     | 《奇迹》                  | 范姐          |                        |
| 待播     | 《一步登天》              | 沈寶灩        | 2018年拍攝             |
| 待播     | 《信条》                  |               | 网络剧                 |
| 待播     | 《隐身的名字》            |               | 网络剧                 |
| 待播     | 《五个失踪的少年》        |               |                        |

### 电影
| 上映年份 | 电影名                 | 角色         | 备注               |
| 1999年   | 《那个不够》           | Jenny        | 新加坡电影         |
| 2000年   | 《公鸡打鸣，母鸡下蛋》 | 马巧巧       | 电视电影           |
| 2000年   | 《祝你平安》           | 马燕         | 电视电影           |
| 2000年   | 《禧娃》               | 季婷         | 电视电影           |
| 2000年   | 《金猪贺岁》           | 杨萍萍       | 电视电影           |
| 2001年   | 《六月男孩》           | 王小妮       |                    |
| 2002年   | 《大沙暴》             | 冯茹         | 电视电影           |
| 2002年   | 《翻身》               | 吕燕         | 电视电影           |
| 2002年   | 《半碗村传奇》         | 徐妻         | 电视电影           |
| 2003年   | 《非常周末》           | 叶小莲       | 电视电影           |
| 2004年   | 《西贡姿色》           | 翠鸟         |                    |
| 2004年   | 《心中的圣地》         | 何秀兰       | 电视电影           |
| 2004年   | 《对门儿》             | 何冬梅       | 电视电影           |
| 2004年   | 《上班》               | 兰子         | 电视电影           |
| 2004年   | 《张思德》             |              |                    |
| 2004年   | 《疑案忠魂》           | 女检查官     | 又名：捉拿归案     |
| 2005年   | 《绝对隐私之生死劫》   | 四川女人     | 电视电影           |
| 2007年   | 《别拿自己不当干部》   | 韩月华       |                    |
| 2007年   | 《追爱总动员》         | 朱恩         |                    |
| 2007年   | 《镖行天下之天下镖局》 | 柳湘云       | 电视电影           |
| 2007年   | 《命运呼叫转移—山区》  | 王婶         |                    |
| 2009年   | 《斗牛》               | 九儿         |                    |
| 2008年   | 《功夫灌篮》           | 妮师傅       | 又名：大灌篮       |
| 2009年   | 《三枪拍案惊奇》       | 老闆娘       |                    |
| 2010年   | 《形影不离》           | 白领         |                    |
| 2010年   | 《蘇乞兒》             |              |                    |
| 2010年   | 《武林外傳》           | 佟湘玉       |                    |
| 2011年   | 《最強囍事》           | 沾沾         |                    |
| 2011年   | 《画壁》               | 姑姑         |                    |
| 2011年   | 《開心魔法》           | 女排教練     |                    |
| 2011年   | 《大魔術師》           | 三姨太       |                    |
| 2011年   | 《兔侠传奇》           | 牡丹         | 动画配音           |
| 2011年   | 《形影不离》           | 阳总         | 客串               |
| 2012年   | 《我11》               | 鄧美玉       |                    |
| 2014年   | 《归来》               | 李主任       |                    |
| 2014年   | 《疯狂72小时》         | 许三娜       |                    |
| 2015年   | 《捉妖记》             | 駱冰         |                    |
| 2016年   | 《过年好》             | 李羊朵       |                    |
| 2016年   | 《搬迁》               | 柳春燕       | 只在电影节进行展映 |
| 2016年   | 《罗曼蒂克消亡史》     | 王媽         |                    |
| 2016年   | 《情圣》               | 马丽莲       |                    |
| 2017年   | 《麻烦家族》           | 梅老板娘     |                    |
| 2017年   | 《美容针》             | 李堂珍       |                    |
| 2017年   | 《反转人生》           | 上官芙蓉     |                    |
| 2017年   | 《闪光少女》           | 陈惊母亲     | 客串               |
| 2018年   | 《我是你妈》           | 秦美丽       |                    |
| 2018年   | 《让我怎么相信你》     | 梁冬梅       |                    |
| 2019年   | 《狗眼看人心》         | 亮亮         |                    |
| 2019年   | 《兩隻老虎》           | 彩霞         |                    |
| 2020年   | 《我和我的家乡》       | 闫飞燕       |                    |
| 2021年   | 《迷妹罗曼史》         | 高蓓（现代） |                    |
| 2021年   | 《玩命三日》           | 谭雅文       | 網絡上映           |
| 2023年   | 《最后的真相》         | 金喜妹       |                    |
| 2023年   | 《学爸》               | 刘真真       |                    |
| 2023年   | 《涉过愤怒的海》       | 顾红         |                    |
| 2023年   | 《再见，李可乐》       | 潘雁秋       |                    |
| 2025年   | 《绑架毛乎乎》         | 孙心如       |                    |
| 2025年   | 《三滴血》             |              |                    |
| 待上映   | 《蛮荒禁地》           |              |                    |
| 待上映   | 《野象小姐》           | 叶香         |                    |

### 话剧
- 《湘江，湘江》（1996年）
- 《雷霆玫瑰》（2009年，饰 林晓虹）

### 诗歌剧、舞台剧、主持
- 《生命·真情》（诗歌剧）
- 《红楼梦》（2007年，饰 薛宝钗，舞台剧）
- 《倾国倾城》西安主题晚会（2007年，CCTV，主持）

### 小品
- 《到北京去》（1994年）
- 《班务会》（1996年）
- 《军官女儿兵爸爸》（1996年）
- 《妈妈您好》（1999年）
- 《心愿》（1999年）
- 《西部情歌》（2000年）
- 《斤斤计较》（2006年）
- 《我心飞翔》（2010年）
- 《办公室的故事》（2019年）

## 奖项
- 2000: 因主演小品《西部情歌》获2000年全军戏剧小品大赛最佳女演员奖，获2002年曹禺杯戏剧小品优秀女演员奖。
- 2006: 因主演古装情景喜剧《武林外传》女主角佟湘玉获2006新浪网络盛典年度年度最佳女演员奖。

## 相关主题
- 《武林外傳》
- 《房前屋后》